# Limenitis camilla
Limenitis camilla (Linnaeus, 1764), nota anche col nome inglese di White Admiral, è un lepidottero appartenente alla famiglia Nymphalidae, diffuso in Eurasia.

## Descrizione

### Adulto
Gli adulti hanno delle ali scure con striature bianche. Questo contrasto consente di confondere i predatori sulla grandezza delle ali della farfalla stessa e permette all'insetto di nascondersi meglio tra fiori e fogliame. L'apertura alare è di circa 60–65 mm ed il volo risulta elegante, contraddistinto da brevi scatti alternati a planate leggere.

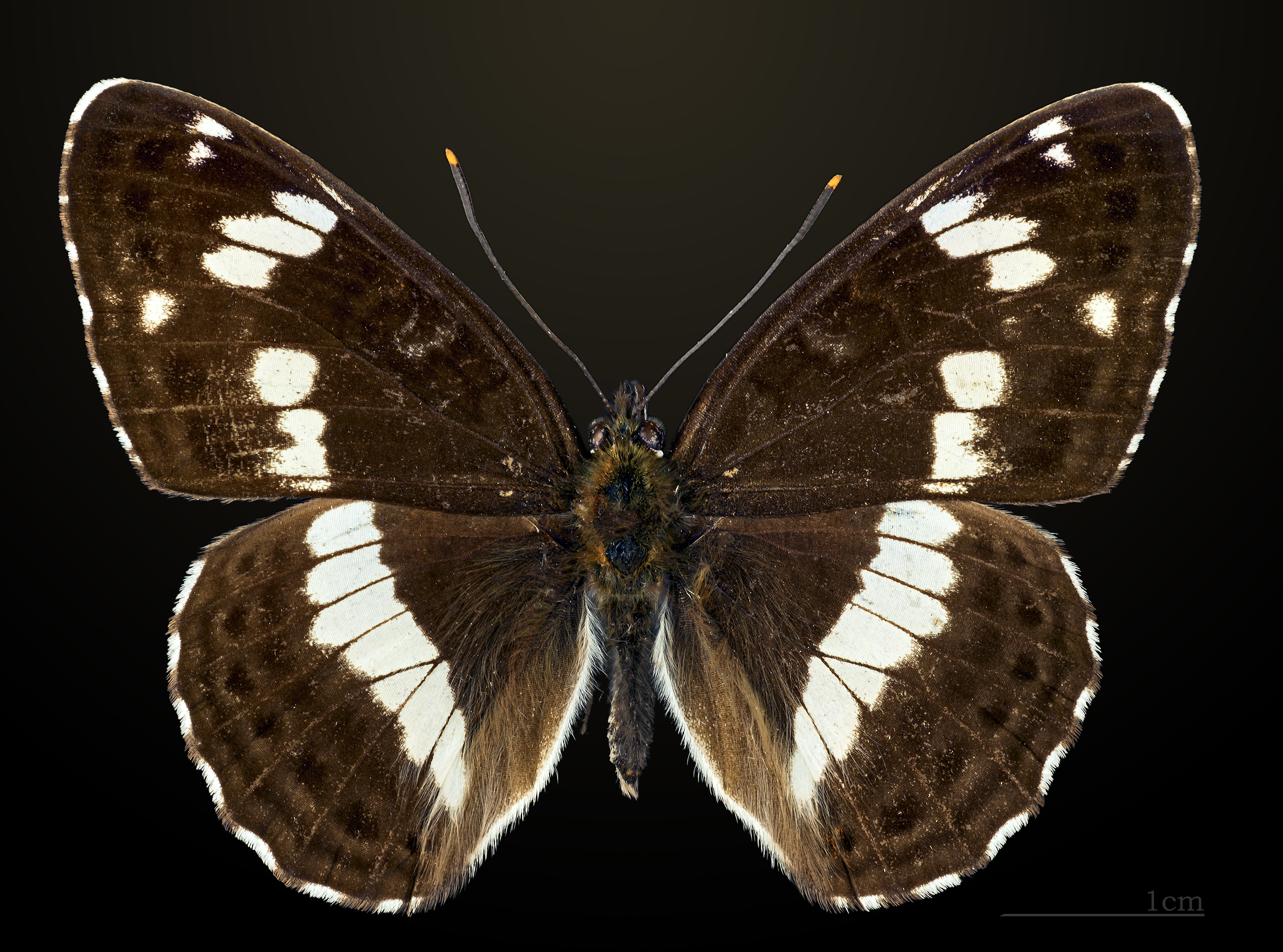
Limenitis camilla
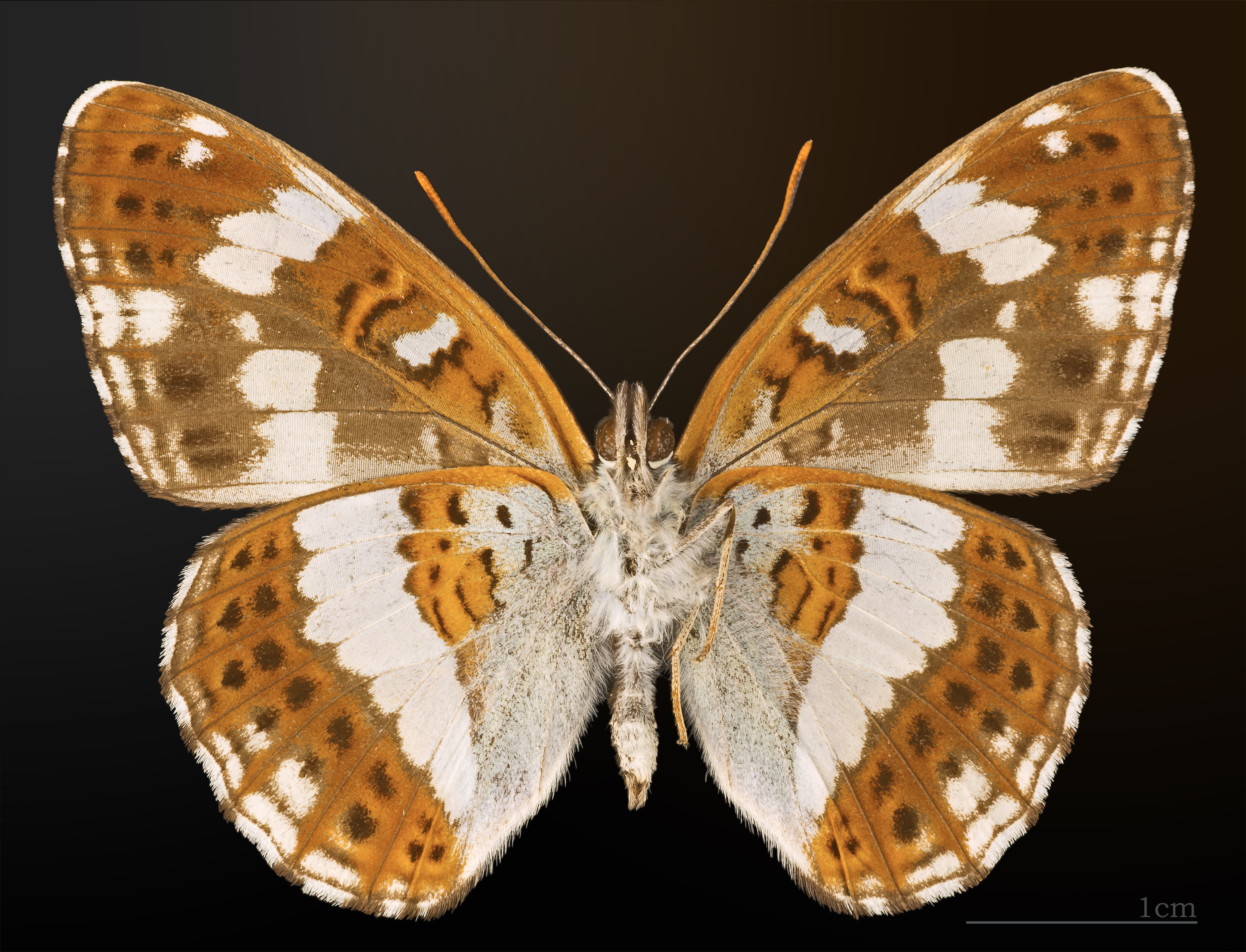
Limenitis camilla △

### Larva
I bruchi sono verdi e dispongono di piccoli peli rosso-marroni.

### Pupa
Con l'arrivo dell'autunno iniziano a costruire le crisalidi che hanno la caratteristica forma di tenda e vanno nello stato conosciuto come ibernazione che assicura loro la sopravvivenza dal freddo invernale. I bruchi si risvegliano la primavera successiva con una nuova pelle di colore verde acceso. La pupa si forma in estate con una crisalide verde e dorata, dando luogo all'esemplare adulto dopo due settimane.

## Distribuzione e habitat
L'areale va dall'Europa temperata all'Asia, sino al Giappone.

## Biologia

### Alimentazione
Questa specie si nutre allo stadio larvale su piante di Lonicera e Symphoricarpus mentre gli adulti si nutrono di liquidi zuccherini come nettare e della melata degli afidi.

## Galleria d'immagini

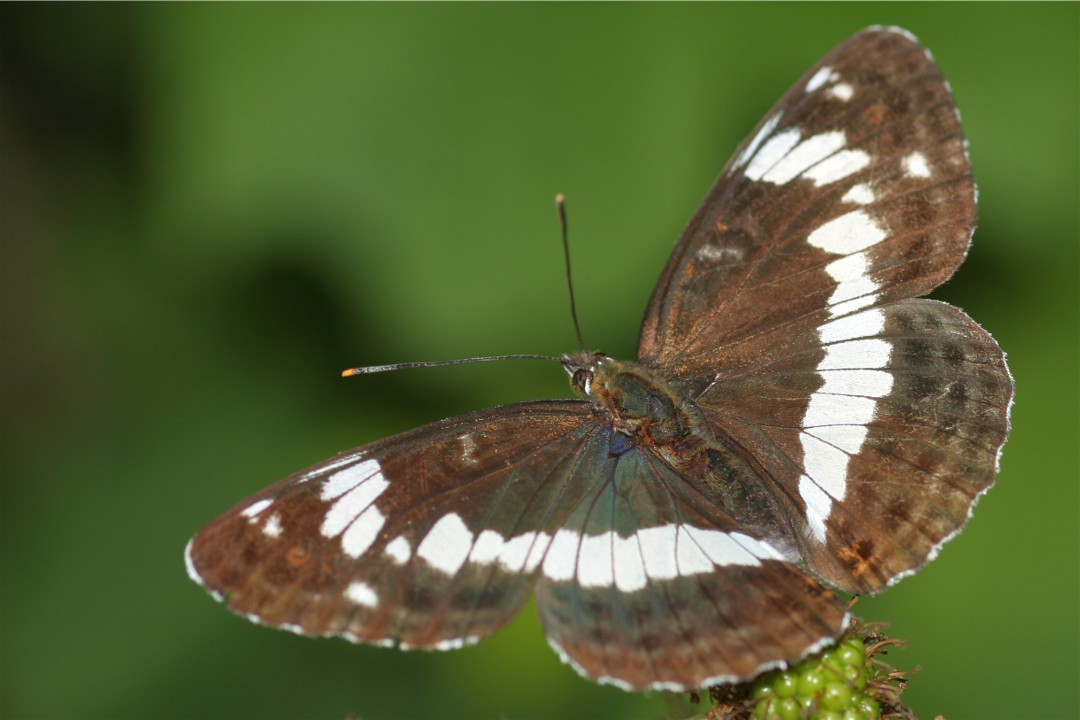
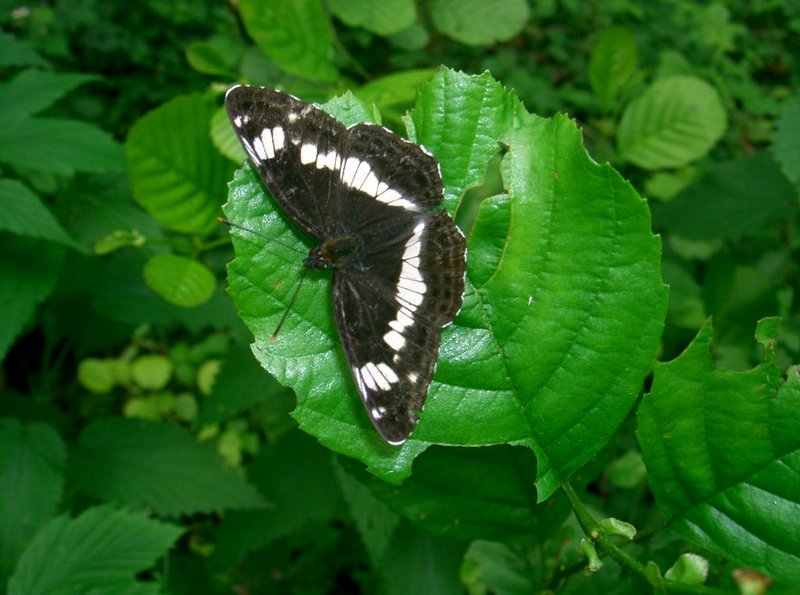
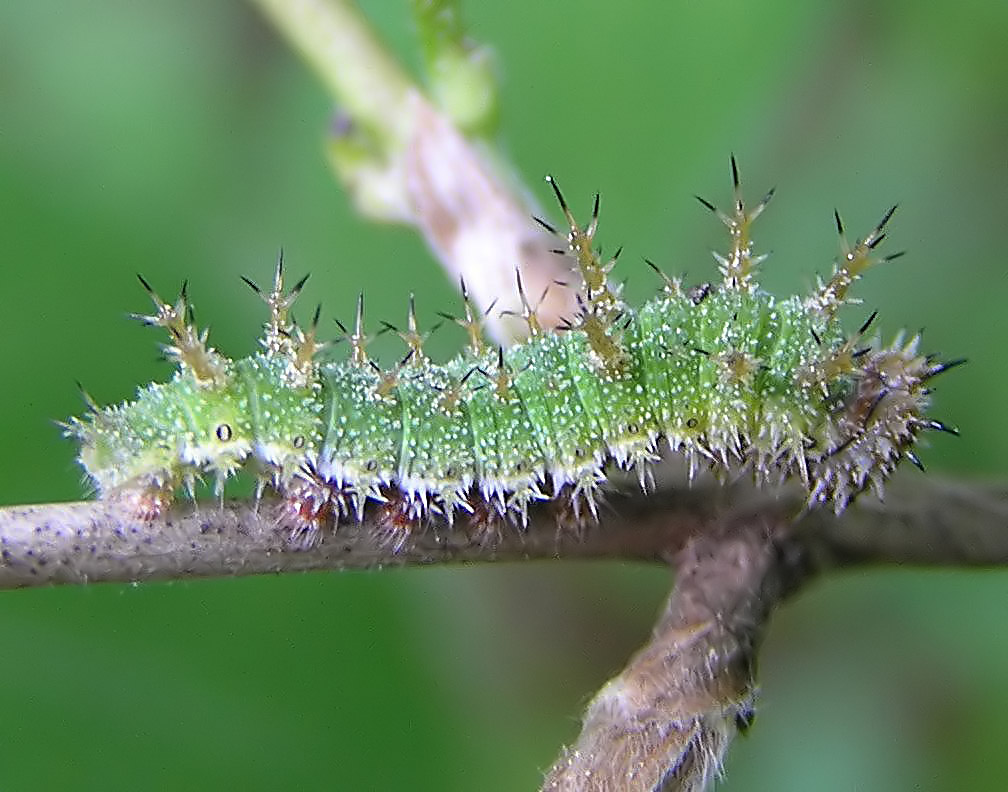
Bruco
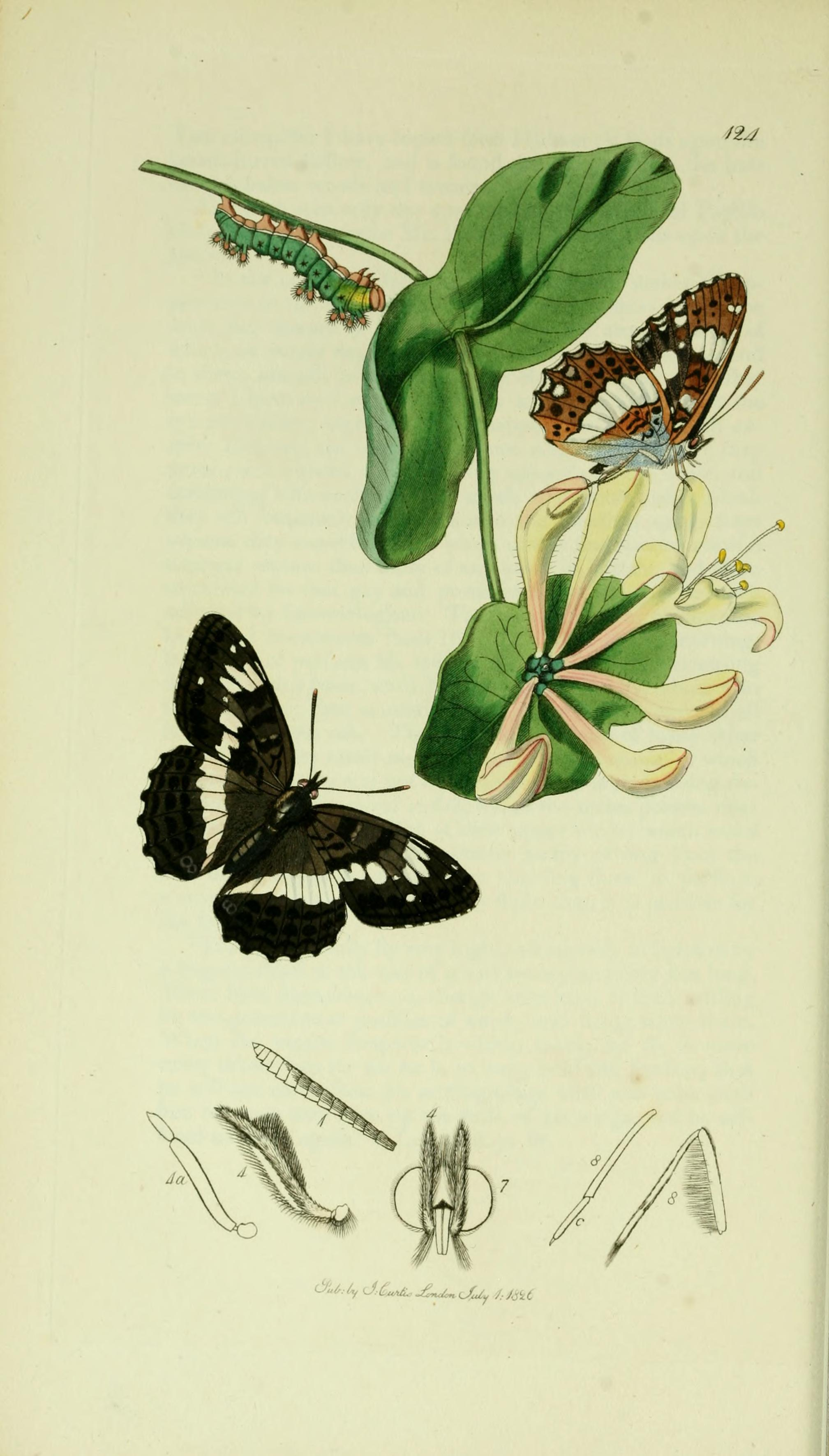
Illustrazione dal 5 volume di etimologia John Curtis